# Рыжов, Александр Фёдорович
Александр Фёдорович Рыжов — советский государственный и политический деятель, председатель Рязанского областного исполнительного комитета.

## Биография
Родился в мае 1905 года в Толстовке Саратовской губернии. Член ВКП(б) с 1928 года. 
С 1924 по 1926 год секретарь Тамалинского сельсовета, затем - секретарь сельскохозяйственной секции Пугачевского райисполкома.
С 1926 по 1929 год был слушателем рабочего факультета в Самаре, до 1932 года учился в Сельскохозяйственной академии имени Тимирязева.
- 1932 - 2.1933 аспирант кафедры земледелия ТСХА
- 2.1933 - 12.1934 преподаватель Марийской высшей коммунистической сельскохозяйственной школы
- 12.1934 - 2.1937 преподаватель, заведующий кафедрой агрономии Тульской высшей коммунистической сельскохозяйственной школы
- 1937 - 5.1939 главный агроном, с июля 1938 г. начальник Тульского областного земельного отдела
- 5.1939 - 1.1940 председатель Организационного комитета Президиума Верховного Совета РСФСР по Тульской области
- 1.1940 - 2.1941 председатель Тульского облисполкома
- 4.1941 - 2.1944 директор Горьковской селекционной станции
- 2.1944 - 1945 начальник Рязанского областного земельного отдела
- 1.1946 - 4.1949 председатель Рязанского облисполкома.

С 5 июня 1951 года доцент кафедры общего земледелия Чкаловского (Оренбургского) сельскохозяйственного института. Некоторое время (до 1960 года) занимал должность ректора. В 1955 году защитил кандидатскую диссертацию «О возможности продвижения кукурузы в Чкаловской области и об основных приемах её возделывания».
Избирался депутатом Верховного Совета СССР 2-го созыва.
Сочинения:
- Кукурузу - на поля Чкаловской области [Текст]. - Чкалов : Кн. изд-во, 1955. - 48 с. : ил.; 22 см.
- Агротехника кукурузы в Оренбургской области [Текст]. - Оренбург : Кн. изд-во, 1959. - 134 с. : ил., портр.; 20 см.